# 20043 Ellenmacarthur
20043 Ellenmacarthur (1993 EM) là một tiểu hành tinh vành đai chính bên trong được phát hiện ngày 2 tháng 3 năm 1993 bởi R. H. McNaught ở Siding Spring. Nó được đặt theo tên English sailor Ellen MacArthur.